# بیانیه یونابامر

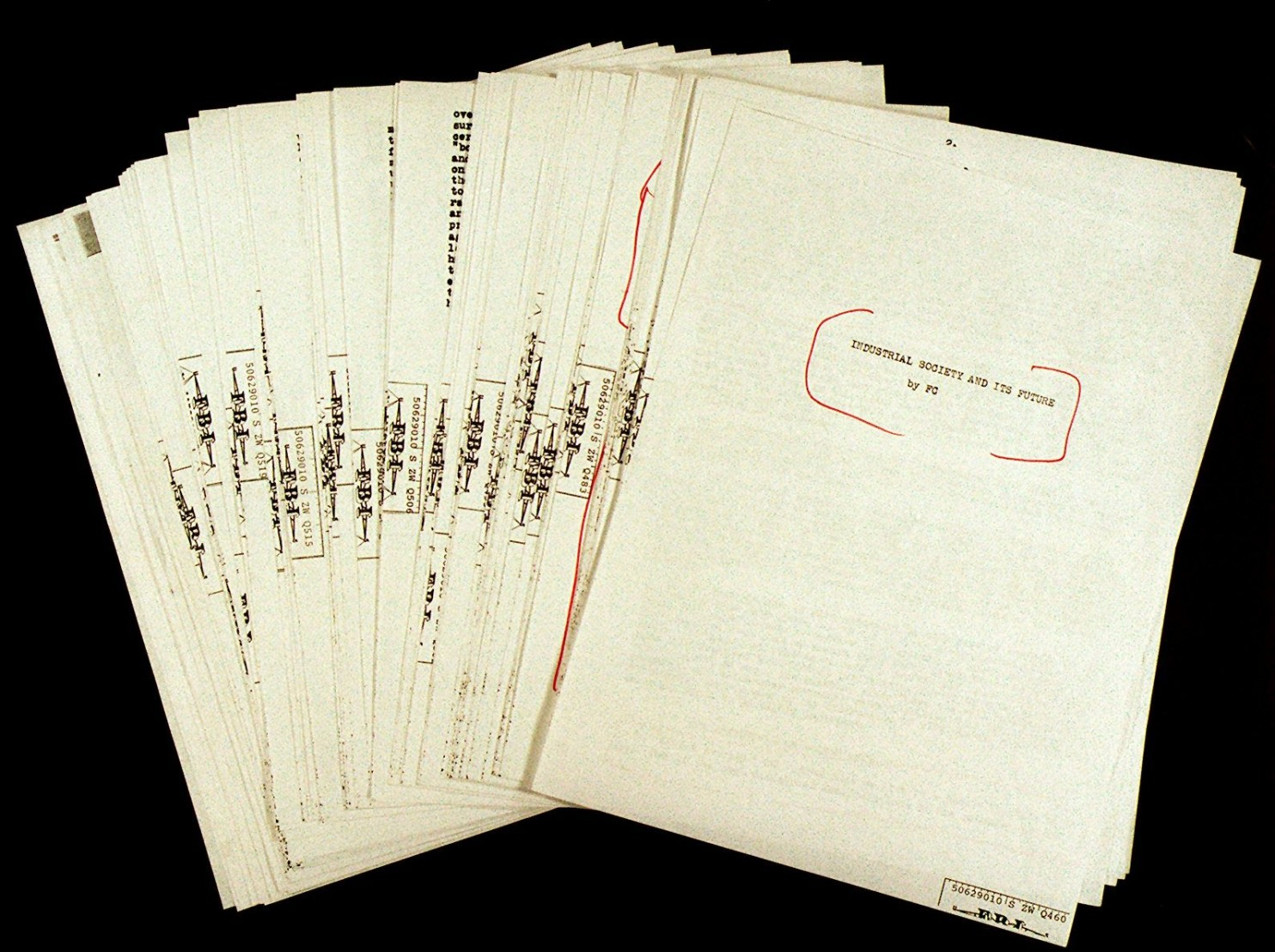
نسخه چاپ‌شده‌ای که برای واشینگتن پست ارسال شد

جامعه صنعتی و آینده آن (انگلیسی: Industrial Society and Its Future) که به‌طور گسترده‌ای بیانیه یونابامر (انگلیسی: Unabomber Manifesto) نامیده می‌شود، مقاله‌ای ۳۵ هزار کلمه‌ای از تئودور جان کزینسکی است که ادعا می‌کند انقلاب صنعتی رویه آسیب‌زای نابود شدن طبیعت توسط تکنولوژی را آغاز کرد و این در حالی است که انسان‌ها را مجبور می‌کند که با ماشین‌آلات سازگار شوند و نظامی اجتماعی-سیاسی ایجاد کنند که آزادی و پتانسیل انسان را سرکوب می‌کند. این بیانیه شالوده ایدئولوژیک کمپین بمب پستی ۱۹۷۸–۱۹۹۵ را شکل داد که برای محافظت از طبیعت وحش با تسریع بخشیدن به فروپاشی جامعه صنعتی طراحی شده بود.
این بیانیه نخست در سال ۱۹۹۵ در ضمیمه‌های واشینگتن پست و نیویورک تایمز پس از اینکه کزینسکی پیشنهاد داد که در ازای پخش گسترده این بیانیه در سطح ملی،  عملیات بمبگذاری خود را  پایان دهد، منتشر شد. دادستان کل، جنت رینو، در راستای کمک به اف‌بی‌آی برای شناسایی نویسنده اجازه چاپ آن را داد. این چاپ‌ها و توجهی که به سویشان جلب شد، از بدنامی بمبگذاری‌ها کاست و منجر به شناسایی کزینسکی توسط برادرش، دیوید کزینسکی شد.